# Апостольский нунций в Хорватии
Апостольский нунций в Республике Хорватия — дипломатический представитель Святого Престола в Хорватии. Данный дипломатический пост занимает церковно-дипломатический представитель Ватикана в ранге посла. Как правило, в Хорватии апостольский нунций является дуайеном дипломатического корпуса, так как Хорватия — католическая страна. Апостольская нунциатура в Хорватии была учреждена на постоянной основе 8 февраля 1992 года, после признания Святым Престолом независимости Хорватии. Её резиденция находится в Загребе.
В настоящее время Апостольским нунцием в Хорватии является архиепископ Джорджо Лингва, назначенный Папой Франциском 22 июля 2019 года.

## История
Апостольская нунциатура в Хорватии, в качестве постоянной нунциатуры, была учреждена 8 февраля 1992 года, после признания Святым Престолом независимости Хорватии, возникшей после распада Югославии.
Предшественницей Апостольской нунциатуры в Хорватии была Апостольская нунциатура в Югославии учреждённая в 1920 году, как Апостольская нунциатура в королевстве Сербия, и переименованная в 1922 году как Апостольская нунциатура в Королевстве Сербов, Хорватов и Словенцев. В 1929 году получила название Апостольская нунциатура в Югославии. В 1950 году понижена до ранга Апостольской делегатуры в Югославии. Однако, 22 августа 1970 года опять повышена до ранга Апостольской нунциатуры.

## Апостольские нунции в Хорватии
- Джулио Эйнауди (29 февраля 1992 — 4 августа 2003, в отставке);
- Франсиско Хавьер Лосано Себастьян (4 августа 2003 — 10 декабря 2007 — назначен апостольским нунцием в Молдавии и Румынии);
- Марио Роберто Кассари (14 февраля 2008 — 10 марта 2012 — назначен апостольским нунцием в Ботсване, Намибии, Свазиленде и ЮАР);
- Алессандро Д’Эррико (21 мая 2012 — 27 апреля 2017 — назначен апостольским нунцием на Мальте);
- Джузеппе Пинто (1 июля 2017 — 16 апреля 2019, в отставке);
- Джорджо Лингва (22 июля 2019 — по настоящее время).